# Ringgenberg
Ringgenberg é uma comuna da Suíça, no Cantão Berna, com cerca de 2.556 habitantes. Estende-se por uma área de 8,75 km², de densidade populacional de 292 hab/km². Confina com as seguintes comunas: Bönigen, Habkern, Interlaken, Niederried bei Interlaken, Unterseen.
A língua oficial nesta comuna é o Alemão.